# Albert Bellós i Agulló
Albert Bellós i Agulló (Barcelona, 1915? - Barcelona, 1993). Editor de postals i fotògraf aficionat català. Va entrar en el món de la fotografia durant la postguerra, com a via per a complementar el sou que obtenia de la feina a una agència de duanes. Més tard, va començar a editar postals a partir de les fotografies preses arreu Catalunya, en col·laboració amb la seva dona Montserrat Monsó, sota el nom de Foto Bellmon.
El seu fons fotogràfic es pot trobar a diversos arxius municipals catalans, com ara el de Matadepera o el de Montornès del Vallès, tot i que la majoria dels seus originals es conserven a l'Arxiu Històric Fotogràfic de l'Institut d'Estudis Fotogràfics de Catalunya, on es poden trobar prop de 300 imatges preses entre la dècada de 1940 i la dècada de 1950, organitzades en la Col·lecció Bellós Agulló.